# Rugby-Union-Südamerikameisterschaft 2012
Die Rugby-Union-Südamerikameisterschaft 2012 (spanisch Sudamericano de Rugby 2012) der Division A war die 34. Ausgabe der südamerikanischen Kontinentalmeisterschaft in der Sportart Rugby Union. Teilnehmer waren die Nationalmannschaften von Brasilien, Chile und Uruguay, während Argentinien mit der B-Auswahl Jaguares vertreten war. Sämtliche Spiele fanden in der chilenischen Hauptstadt Santiago de Chile statt. Den Titel gewann zum 33. Mal Argentinien.
Im selben Jahr fand der Wettbewerb der Division B statt, der vier weitere Nationalteams aus Kolumbien, Paraguay, Peru und Venezuela umfasste. Diese Spiele wurden in der venezolanischen Stadt Valencia ausgetragen. Zum ersten Mal fand ein Turnier der neu eingeführten Division C statt, an dem in Guatemala-Stadt die Nationalmannschaften von Costa Rica, Ecuador, El Salvador und Guatemala beteiligt waren.

## Division A

### Tabelle
Für einen Sieg gab es drei Punkte, für ein Unentschieden einen Punkt, bei einer Niederlage null Punkte.
|    | Land      | Spiele | Siege | Unent. | Ndlg. | Spiel- punkte | Diff. | Tabellen- punkte |
| -- | --------- | ------ | ----- | ------ | ----- | ------------- | ----- | ---------------- |
| 1. | Jaguares  | 3      | 3     | 0      | 0     | 210:11        | + 199 | 9                |
| 2. | Uruguay   | 3      | 2     | 0      | 1     | 59:81         | − 22  | 6                |
| 3. | Chile     | 3      | 1     | 0      | 2     | 51:92         | − 41  | 3                |
| 4. | Brasilien | 3      | 0     | 0      | 3     | 21:157        | − 136 | 0                |

### Ergebnisse
| 20. Mai 2012 14:00 UTC−4 | Jaguares                                                              | 40 : 5         | Uruguay              | CARR de la Reina, Santiago de Chile Schiedsrichter: Felipe Balbontin (Chile) |
| 20. Mai 2012 14:00 UTC−4 | Versuche: García Montero Moyano (2) Ortega Rojas Erhöhungen: Cruz (5) | (19:0) Bericht | Versuche: S. Arocena | CARR de la Reina, Santiago de Chile Schiedsrichter: Felipe Balbontin (Chile) |

| 20. Mai 2012 16:00 UTC−4 | Chile                                                          | 19 : 6         | Brasilien                | CARR de la Reina, Santiago de Chile Schiedsrichter: Matías Fresia (Argentinien) |
| 20. Mai 2012 16:00 UTC−4 | Versuche: Neira Erhöhungen: Gibson Straftritte: Valderrama (4) | (10:3) Bericht | Straftritte: Duque Gregg | CARR de la Reina, Santiago de Chile Schiedsrichter: Matías Fresia (Argentinien) |

| 23. Mai 2012 14:00 UTC−4 | Jaguares | 111 : 0        | Brasilien | CARR de la Reina, Santiago de Chile Schiedsrichter: Joaquin Montes (Uruguay) |
| 23. Mai 2012 14:00 UTC−4 | Versuche: Barrea (6) Craig (2) Cubelli (2) César Fruttero Montero (3) Moyano Ortega (2) Erhöhungen: Ambrosio (9) Cruz (4) | (64:0) Bericht |           | CARR de la Reina, Santiago de Chile Schiedsrichter: Joaquin Montes (Uruguay) |

| 23. Mai 2012 16:00 UTC−4 | Chile                                                                             | 26 : 27         | Uruguay                                                           | CARR de la Reina, Santiago de Chile Schiedsrichter: Matías Fresia (Argentinien) |
| 23. Mai 2012 16:00 UTC−4 | Versuche: Brangier Metuaze Erhöhungen: Valderrama (2) Straftritte: Valderrama (4) | (10:11) Bericht | Versuche: M. Arocena Mieres Erhöhungen: M. Arocena (4) Etcheverry | CARR de la Reina, Santiago de Chile Schiedsrichter: Matías Fresia (Argentinien) |

| 26. Mai 2012 14:00 UTC−4 | Brasilien                                                        | 15 : 27        | Uruguay                                                                                              | CARR de la Reina, Santiago de Chile Schiedsrichter: Felipe Balbontin (Chile) |
| 26. Mai 2012 14:00 UTC−4 | Versuche: Danielewics Gregg Erhöhungen: Duque Straftritte: Gregg | (12:8) Bericht | Versuche: Etcheverry Magno Ormaechea Strafversuch Erhöhungen: Etcheverry (2) Straftritte: Etcheverry | CARR de la Reina, Santiago de Chile Schiedsrichter: Felipe Balbontin (Chile) |

| 26. Mai 2012 16:00 UTC−4 | Chile                       | 6 : 59         | Jaguares                                                                                         | CARR de la Reina, Santiago de Chile Schiedsrichter: Joaquin Montes (Uruguay) |
| 26. Mai 2012 16:00 UTC−4 | Straftritte: Valderrama (2) | (6:33) Bericht | Versuche: Barrea (2) Craig Macome Miralles (2) Montero Orlando Strafversuch Erhöhungen: Cruz (7) | CARR de la Reina, Santiago de Chile Schiedsrichter: Joaquin Montes (Uruguay) |

## Division B

### Tabelle
Für einen Sieg gab es drei Punkte, für ein Unentschieden einen Punkt, bei einer Niederlage null Punkte.
|    | Land      | Spiele | Siege | Unent. | Ndlg. | Spiel- punkte | Diff. | Tabellen- punkte |
| -- | --------- | ------ | ----- | ------ | ----- | ------------- | ----- | ---------------- |
| 1. | Paraguay  | 3      | 3     | 0      | 0     | 196:28        | + 168 | 9                |
| 2. | Kolumbien | 3      | 2     | 0      | 1     | 92:66         | + 26  | 6                |
| 3. | Venezuela | 3      | 1     | 0      | 2     | 39:116        | − 77  | 3                |
| 4. | Peru      | 3      | 0     | 0      | 3     | 29:146        | − 117 | 0                |

### Ergebnisse
| 9. September 2012 | Paraguay | 54 : 17 | Kolumbien | Estadio Arístides Pineda, Valencia |
| 9. September 2012 |          |         |           | Estadio Arístides Pineda, Valencia |

| 9. September 2012 | Venezuela | 28 : 17 | Peru | Estadio Arístides Pineda, Valencia |
| 9. September 2012 |           |         |      | Estadio Arístides Pineda, Valencia |

| 12. September 2012 | Paraguay | 69 : 3 | Peru | Estadio Arístides Pineda, Valencia |
| 12. September 2012 |          |        |      | Estadio Arístides Pineda, Valencia |

| 12. September 2012 | Venezuela | 3 : 26 | Kolumbien | Estadio Arístides Pineda, Valencia |
| 12. September 2012 |           |        |           | Estadio Arístides Pineda, Valencia |

| 15. September 2012 | Kolumbien | 49 : 9 | Peru | Estadio Arístides Pineda, Valencia |
| 15. September 2012 |           |        |      | Estadio Arístides Pineda, Valencia |

| 15. September 2012 | Venezuela | 8 : 73 | Paraguay | Estadio Arístides Pineda, Valencia |
| 15. September 2012 |           |        |          | Estadio Arístides Pineda, Valencia |

## Division C

### Tabelle
Für einen Sieg gab es drei Punkte, für ein Unentschieden einen Punkt, bei einer Niederlage null Punkte.
|    | Land        | Spiele | Siege | Unent. | Ndlg. | Spiel- punkte | Diff. | Tabellen- punkte |
| -- | ----------- | ------ | ----- | ------ | ----- | ------------- | ----- | ---------------- |
| 1. | Costa Rica  | 3      | 3     | 0      | 0     | 127:21        | + 106 | 9                |
| 2. | Guatemala   | 3      | 2     | 0      | 1     | 69:49         | + 20  | 6                |
| 3. | Ecuador     | 3      | 1     | 0      | 2     | 54:38         | + 16  | 3                |
| 4. | El Salvador | 3      | 0     | 0      | 3     | 15:157        | − 142 | 0                |

Aufgrund von Visa- und Reiseproblemen waren am ersten Spieltag nur acht Spieler der ecuadorianischen Mannschaft angereist. Das Spiel zwischen Guatemala und Ecuador wurde deshalb als 5:0-Forfaitsieg für die Gastgeber gewertet.

### Ergebnisse
| 2. Dezember 2012 | Costa Rica | 57 : 3 | El Salvador | Parque Erick Barrondo, Guatemala-Stadt |
| 2. Dezember 2012 |            |        |             | Parque Erick Barrondo, Guatemala-Stadt |

| 2. Dezember 2012 | Guatemala | 5 : 0 (w.o.) | Ecuador | Parque Erick Barrondo, Guatemala-Stadt |
| 2. Dezember 2012 |           |              |         | Parque Erick Barrondo, Guatemala-Stadt |

| 5. Dezember 2012 | Costa Rica | 33 : 8 | Ecuador | Parque Erick Barrondo, Guatemala-Stadt |
| 5. Dezember 2012 |            |        |         | Parque Erick Barrondo, Guatemala-Stadt |

| 5. Dezember 2012 | Guatemala | 54 : 12 | El Salvador | Parque Erick Barrondo, Guatemala-Stadt |
| 5. Dezember 2012 |           |         |             | Parque Erick Barrondo, Guatemala-Stadt |

| 8. Dezember 2012 | Ecuador | 46 : 0 | El Salvador | Parque Erick Barrondo, Guatemala-Stadt |
| 8. Dezember 2012 |         |        |             | Parque Erick Barrondo, Guatemala-Stadt |

| 8. Dezember 2012 | Guatemala | 10 : 37 | Costa Rica | Parque Erick Barrondo, Guatemala-Stadt |
| 8. Dezember 2012 |           |         |            | Parque Erick Barrondo, Guatemala-Stadt |